# HMS Cardiff (D58)
L'HMS Cardiff (Pennant number D58), seconda nave da guerra britannica a portare questo nome, è stata un incrociatore leggero classe C, tipo Ceres, della Royal Navy. Venne impostata nei cantieri Fairfield Shipbuilding and Engineering Company il 22 luglio 1916, varata il 12 aprile 1917 ed entrò in servizio il 25 giugno seguente.

## Servizio
Al momento dell'ingresso in servizio venne assegnata al 6º Squadrone Incrociatori leggeri della Grand Fleet, divenendone l'ammiraglia. Nel novembre 1918, in seguito alla resa della Germania ebbe l'onore di scortare la Hochseeflotte (Flotta d'alto mare) tedesca alla foce del Forth, secondo le clausole dell'armistizio, che prevedeva anche che la flotta rimanesse affidata a equipaggi ed ufficiali germanici. In seguito la flotta, trasferita a Scapa Flow, si autoaffondò su ordine dell'ammiraglio Ludwig von Reuter per non cadere in mano britannica. Nel dicembre seguente venne trasferita nel Mar Baltico per partecipare alle operazioni contro i bolscevichi.
Alla fine del 1919 venne trasferita alla Mediterranean Fleet ammiraglia del 3º Squadrone Incrociatori leggeri, dove rimase fino al 1929 eccettuati cicli di lavori e manutenzione effettuati a Malta e in patria. Nel novembre 1921 scortò l'imperatore Carlo I d'Austria e sua moglie in esilio a Madera.
Tornata in servizio nel 1931 la Cardiff venne assegnata al 6º Squadrone Incrociatori con base a Simon's Town, in Sudafrica, dove rimase fino al 1933, anno in cui venne trasferita nella Flotta di riserva a Chatham come ammiraglia. Nel 1938 tornò in servizio attivo e venne assegnata al 5º Squadrone Incrociatori con base in Cina, dove giunse nel mese di settembre. Alla fine dell'anno venne proposta per la conversione in incrociatore antiaereo, cancellata però nel giugno 1939. Tornata in patria, venne tenuta in servizio attivo a causa delle preoccupazioni per lo scoppio imminente di una guerra. Iniziata la seconda guerra mondiale, operò nella Home Fleet con compiti di pattugliamento nel Mare del Nord. Nel mese di novembre partecipò alla caccia agli incrociatori da battaglia Scharnhorst e Gneisenau in seguito all'affondamento dell'incrociatore ausiliario Rawalpindi, senza però riuscire ad intercettare le navi tedesche.
Nella primavera 1940 partecipò all'evacuazione delle truppe inglesi dalla Francia e rimase in servizio nel canale della Manica per intercettare eventuali flotte di invasione tedesche. Nel mese di ottobre venne ritirata dal servizio attivo e modificata per diventare nave addestramento per l'artiglieria. Vennero anche installati a bordo cannoni antiaerei da 20 mm.
Finita la guerra, la Cardiff venne venduta per essere demolita il 23 gennaio 1946, giungendo a Dalmuir il 18 marzo seguente.